# 越野跑
越野跑是在野外舉行的長跑運動。儘管人類自遠古已經開始在戶外跑步，越野跑的規則和傳統則源自英國。1876年舉辦的英格蘭錦標賽，是世界上第一個全國性的越野跑比賽，國際越野跑錦標賽則始於1903年。IAAF世界越野錦標賽在1973年開始舉辦。

## 計時
由於科技的進步，芯片計時日漸普及。含RFID技術的轉發器會附帶於每位參賽者的跑鞋之上，透過裝置於路線沿途及終點的接收器，記錄選手經過每個檢查站的時間，亦可以確保選手跑畢全程。也有将芯片置于号码牌背后的。

## 計分
團體比賽的計分為隊內首4至5名選手名次的總和，分數最低的一隊奪冠，第二低的得銀牌，如此類推。國際比賽多以6人一隊，計算首4名選手的排名。美國比賽則多以7人一隊，計算首5名選手的排名。

## 奧運項目

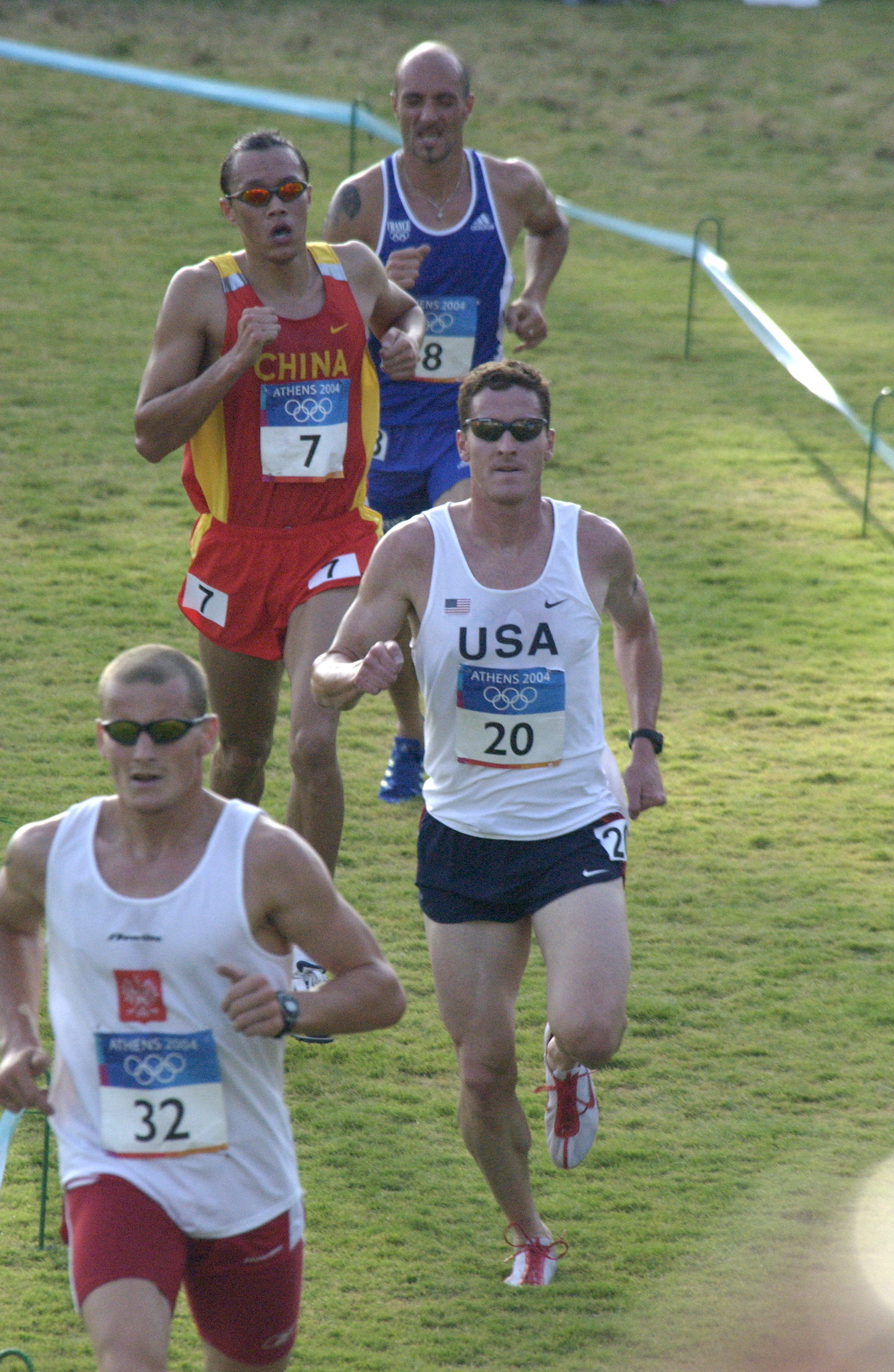
美国陆军中尉查德·西尼尔（20号）在2004年雅典奥运会高迪体育中心的男子现代五项决赛中冲向终点。西尼尔在比赛中总排名第13位。

越野跑在1912年、1920年及1924年被列為個人及團體的比賽項目，瑞典在首屆奪冠，而芬蘭則在帕沃·努尔米的帶領下在1920年穫得金牌。因為正值巴黎熱浪，38位在1924年出賽的選手中，只有15位完成賽事，8人需要擔架送治，2人最終死亡。自1928年起，越野跑被歸納成為现代五项中的其中一項，至2016年都是现代五项中唯一沒有獨立比賽的項目。

## 伸延閱讀
- Havitz, Mark E., and Eric D. Zemper, "'Worked Out in Infinite Detail': Michigan State College's Lauren P. Brown and the Origins of the NCAA Cross Country Championships," Michigan Historical Review, (Spring 2013) 39#1 pp. 1–39.